# Slaterocoris pallipes
Slaterocoris pallipes är en insektsart som först beskrevs av Knight 1926.  Slaterocoris pallipes ingår i släktet Slaterocoris och familjen ängsskinnbaggar. Inga underarter finns listade i Catalogue of Life.